# Gigantorhynchus lopezneyrai
Espèce
Synonymes
- Gigantorhynchus lopezneyrae Diaz-Ungria, 1958

Gigantorhynchus lopezneyrai est une espèce d'acanthocéphales de la famille des Gigantorhynchidae.

## Distribution
Cette espèce se rencontre en Amérique du Sud.
Adulte, c'est un parasite digestif de fourmiliers. Il a été observé sur Tamandua tetradactyla.
Les hôtes intermédiaires sont très vraisemblablement des termites.

## Systématique et taxinomie
Cette espèce a été décrite par Carlos Díaz Ungría en 1958.

## Étymologie
Cette espèce est nommée en l'honneur de Carlos Rodríguez López-Neyra de Gorgot.

## Publication originale
- Diaz-Ungria, 1958 : Sobre algunos acantocefalos de mamiferos venezolanos. Revista de Medicina Veterinaria y Parasitologia Maracay, vol. 17, p. 191-214.